# Who Wants to Live Forever

«Who Wants to Live Forever» (en español: Quién quiere vivir para siempre) es una canción escrita por Brian May, guitarrista líder principal de Queen, y publicada por la banda de rock inglesa Queen en 1986 como parte de su disco A Kind of Magic. La melodia principal de la canción recuerda claramente a la melodia principal de El Mar de Debusy (pieza que habría servido de  inspiración).  Es la sexta pista del álbum A Kind of Magic, que fue lanzada en junio de 1986. Al igual que la mayoría de las demás otras canciones de este álbum, formó parte de la banda sonora original de la película Highlander (Los inmortales). En la versión del álbum, Brian May canta la primera estrofa de la canción, y luego Freddie Mercury toma su lugar; pero la versión que se escucha en la película es única, ya que es Freddie quien hace la voz principal en la primera estrofa. Durante las presentaciones en vivo durante el Magic Tour la voz principal de toda la canción recaía en Mercury. La canción alcanzó el número 24 en las listas del Reino Unido. En 1991 se incluyó en el Greatest Hits II de la banda.
Desde su lanzamiento, la canción ha sido versionada por muchos artistas. Seal realizó una versión en vivo de la canción en The Freddie Mercury Tribute Concert en 1992. En 2014, los lectores de Rolling Stone la votaron y la eligieron como su quinta canción favorita de Queen.
Una versión instrumental de la canción, llamada tan solo simplemente Forever, fue grabada y realizada en la versión en CD de A Kind of Magic, en esta versión solo se escucha un piano acompañado por un teclado durante el coro. El piano fue completamente interpretado de forma íntegra por Brian May.
Como dato curioso, la frase Who Wants to live Forever la mencionó Brian Blessed caracterizado como Príncipe Vultan en la película Flash Gordon, cuando el héroe Sam J. Jones en su papel como Flash Gordon, decide pilotar la nave capturada al ejército del malvado Ming, a pesar del riesgo de perder la vida. Dicha película fue musicalizada precisamente por Queen.

## Grabación
La canción se usa para enmarcar las escenas de la película donde Connor MacLeod debe soportar a su amada esposa Heather MacLeod envejeciendo y muriendo mientras él, como Inmortal, permanece para siempre joven. (Más tarde se usó en los episodios "The Gathering", "Revenge is Sweet", "The Hunters", "Line of Fire" y "Leader of the Pack" de la serie de televisión Highlander).
Brian May escribió la canción en el asiento trasero de su automóvil después de ver un primer corte de 20 minutos de la escena de la muerte de Heather. En la versión cinematográfica, Freddie Mercury proporciona todas las voces principales. En la versión del álbum, Brian May canta la voz principal en el primer verso antes de que Mercury se haga cargo, y May también canta "Pero toca mis lágrimas con tus labios" durante el verso de Mercury y la línea de cierre "Who waits forever anyway?" ("¿Quién espera para siempre de todos modos/de todas formas?"). Una versión instrumental de la canción, titulada "Forever", se incluyó como una pista adicional en la versión en CD del álbum. Este instrumental presentaba solo un piano, con acompañamiento de teclado durante las secciones de coro. La pista del piano fue interpretada por Bryan May. Queen fue respaldada por una orquesta, con orquestaciones del cocompositor de la partitura de la película, Michael Kamen.

## Vídeo musical
El vídeo fue dirigido por David Mallet y filmado en un almacén (ahora demolido) en Tobacco Wharf en el East End de Londres en septiembre de 1986. Presentaba a National Philharmonic Orchestra con cuarenta coros y cientos y cientos de velas, la cantidad de velas que permanecen encendidas durante la filmación, así como Mercury con un traje de esmoquin. El vídeo también presenta al bajista John Deacon tocando un contrabajo blanco, a pesar de no realizar la grabación original.
Una versión alternativa con clips de la película Highlander (en la que aparece la canción) aparece en el sencillo de vídeo con "A Kind of Magic" en octubre de 1986 y más tarde como un vídeo musical oculto en el DVD Queen Greatest Video Hits II en noviembre de 2003.

## Personal
- Músicos:

Queen
- Freddie Mercury: voz principal y coros
- Brian May: voz principal y coros, sintetizador y guitarra eléctrica
- Roger Taylor: batería, caja de ritmos y coros

Músicos adicionales
- Michael Kamen: arreglos orquestales, director y conductor
- National Philharmonic Orchestra: orquesta

## Curiosidades
- Durante el concierto tributo a Freddie Mercury, la canción fue interpretada por Seal, quien dijo que era de sus canciones favoritas y que le hacía llorar.
- Se dice que Brian May obtuvo la inspiración para la canción en medio de un atasco, donde se puso a reflexionar sobre cuestiones profundas y a pensar en alguna letra para el álbum, dando como resultado esta canción.
- Se rumorea que en el vídeo promocional para la canción, el baterista Roger Taylor estaba ebrio.

## Legado

### Tributos
Seal realizó una versión en vivo de esta canción en The Freddie Mercury Tribute Concert en 1992. Él dijo que la canción lo hizo llorar cuando escuchó por primera vez.
Al cerrar el Festival de la Isla de Wight en Inglaterra el 12 de junio de 2016, Queen + Adam Lambert realizó e interpretó la canción como un homenaje a las víctimas del tiroteo masivo en un club nocturno gay en Orlando, Florida, ese mismo día.
En 2024 Brian May cantó en vivo está canción junto con Andrea Bocelli en varias oportunidades, durante el mes de julio.

### Música funeraria
En una encuesta de 2005 realizada por la estación de televisión digital Music Choice sobre qué canción les gustaría a los británicos tocar en su funeral, la canción fue votada y elegida como la quinta más popular.

## Versiones

### Versión de Il Divo
El cuarteto musical Il Divo compuesto por cuatro cantantes masculinos: el suizo Urs Bühler, el español Carlos Marín, el estadounidense David Miller y el francés Sébastien Izambard, versionaron a cuatro voces melódicas el tema, incluido en su álbum A Musical Affair de 2013. La mayor parte de la canción la cantan en italiano.
La banda holandesa de Metal Sinfónico After Forever realizó una versión para su sencillo del 2002: Emphasis/Who Wants to Live Forever. En él, el cantante de Threshold, Damian Wilson, interactúa en las voces junto a Floor Jansen (After Forever, Re-Vamp y Nightwish). El solo de guitarra es ejecutado por el también holandés Arjen Lucassen (Ayreon y Star One).
- Datos: Q222586